# Lagrâce-Dieu
Lagrâce-Dieu (okzitanisch: La Gràcia de Dieu) ist eine südfranzösische Gemeinde mit 555 Einwohnern (Stand: 1. Januar 2022) im Département Haute-Garonne in der Region Okzitanien. Die Gemeinde gehört zum Arrondissement Muret und zum Kanton Auterive. Die Einwohner werden Gracieux-Divins und  Gracieuses-Divines genannt.

## Lage
Lagrâce-Dieu liegt etwa 32 Kilometer südlich von Toulouse und etwa zwölf Kilometer südsüdöstlich von Muret. Umgeben wird Lagrâce-Dieu von den Nachbargemeinden Miremont im Norden, Auterive im Osten, Puydaniel im Süden und Südosten, Esperce im Süden, Saint-Sulpice-sur-Lèze Westen sowie Auribail im Nordwesten.
Durch die Gemeinde führt die frühere Route nationale 622 (heutige D622). An der östlichen Gemeindegrenze verläuft der Fluss Mouillonne.

## Bevölkerungsentwicklung
| Jahr                      | 1962 | 1968 | 1975 | 1982 | 1990 | 1999 | 2006 | 2013 | 2019 |
| Einwohner                 | 212  | 205  | 207  | 201  | 247  | 270  | 361  | 540  | 557  |
| Quelle: Cassini und INSEE |      |      |      |      |      |      |      |      |      |

## Sehenswürdigkeiten
- Kirche St-Jean-Baptiste, erbaut von 1875 bis 1890
- Grab von Sicard de Miremont in der Kirche (Monument historique)

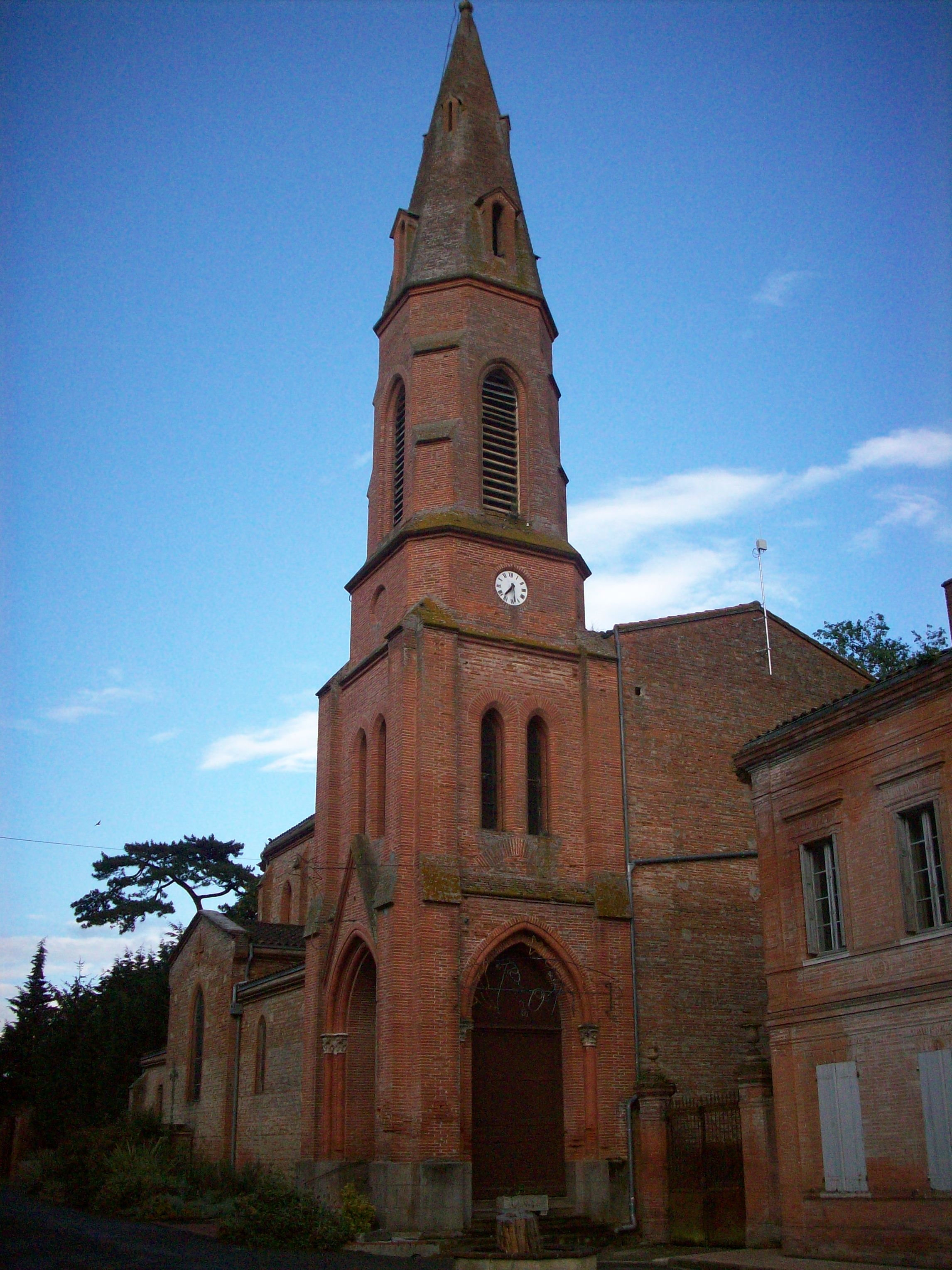
Kirche St-Jean-Baptiste

- Windmühle aus dem 17. Jahrhundert
- Taubenturm aus dem 17. Jahrhundert